# 千葉県道111号松尾停車場線

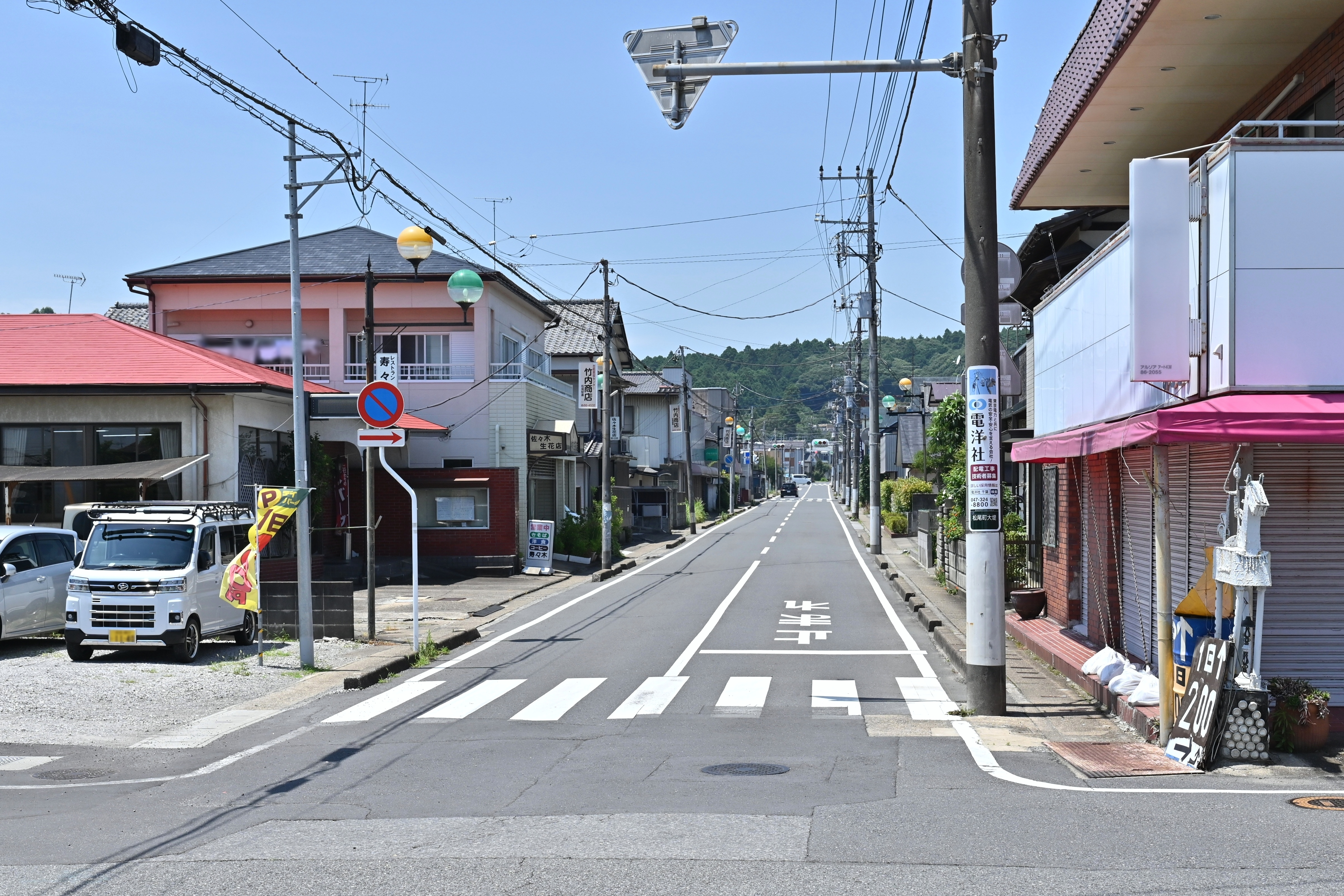
千葉県道111号松尾停車場線
松尾駅前より（2024年7月）

千葉県道111号松尾停車場線（ちばけんどう111ごう まつおていしゃじょうせん）は、千葉県山武市松尾町松尾の松尾駅前を起点とし国道126号と千葉県道22号千葉八街横芝線との交点の松尾駅入口交差点を終点とする全長約300mの県道である。

## 起点・終点
- 千葉県山武市松尾町松尾（松尾駅前）
- 千葉県山武市松尾町松尾（松尾駅入口交差点＝国道126号、千葉県道22号千葉八街横芝線交点）

## 通過する自治体
- 千葉県
  - 山武市

## 接続するおもな道路

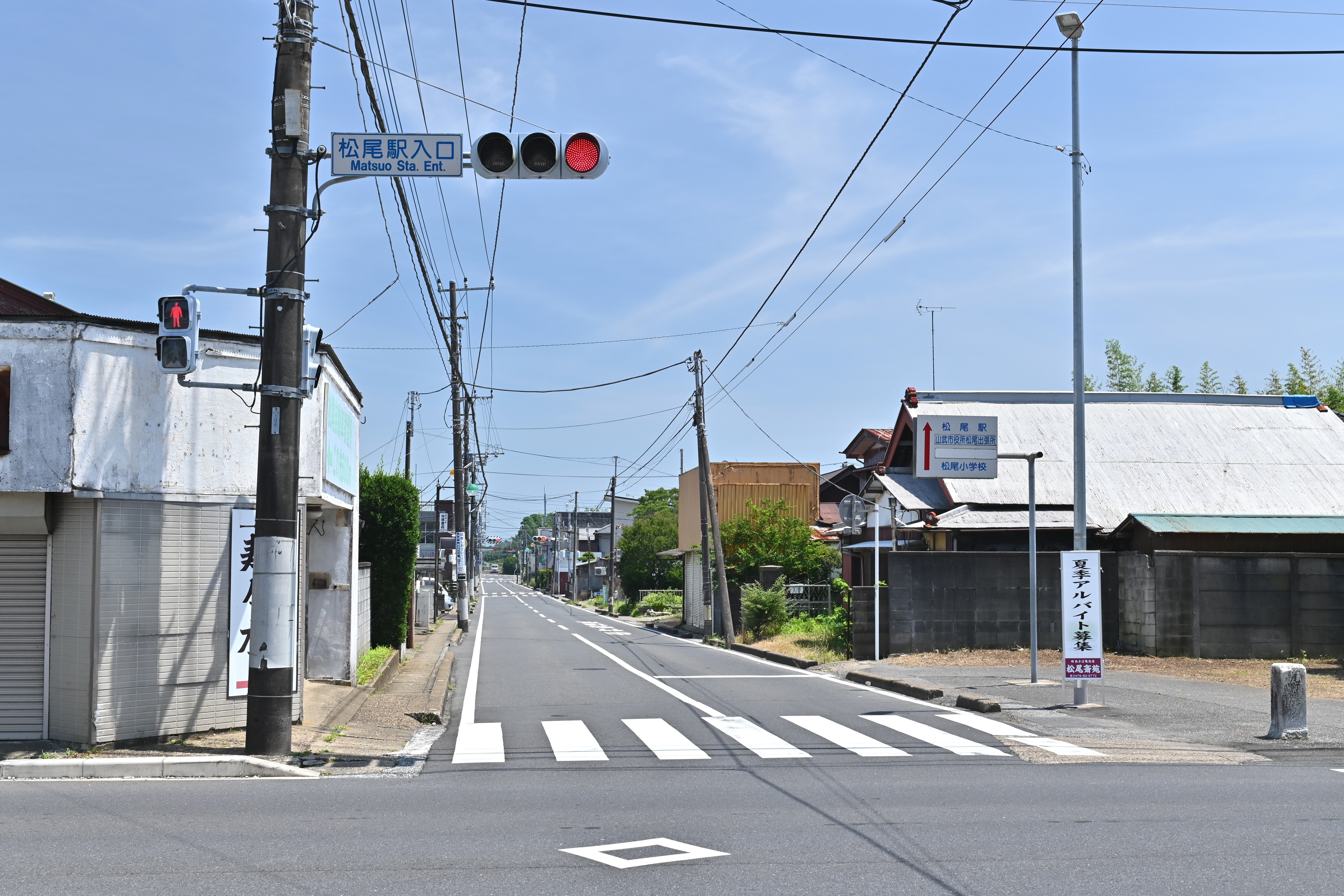
松尾駅入口交差点より（2024年7月）

- 国道126号（山武市松尾町松尾、松尾駅入口交差点、終点）
- 千葉県道22号千葉八街横芝線（山武市松尾町松尾、松尾駅入口交差点、終点）